# 語頭音消失
語頭音消失（ごとうおんしょうしつ、aphaeresis）とは、音声学において、語の最初の1つ、またはそれ以上の音の脱落のこと。語源はギリシャ語のapo（なくなる）+hairein（取ること）。
歴史的音声学では、「aphaeresis」は強勢（アクセント）のない母音の脱落を指すことが多い。オックスフォード英語辞典ではこの種の語頭音消失を「語頭母音消失（aphesis）」と呼んでいる。

## 例

### 強勢のない語頭母音の脱落
- ギリシャ語 episkopos > 俗ラテン語 ebiscopu > 英語 bishop（ビショップ）
- 英語 amend > mend（直す）
- 英語 escape + goat > scapegoat（贖罪のヤギ）
- 古フランス語 evaniss- > 英語 vanish（消失）
- 英語 esquire > squire（〜様）
- 日本語 いばら>ばら(薔薇)、いづれ>どれ、いだく>だく(抱く)

### その他の脱落
- 英語 knife 発音：/ˈnaɪf/（ナイフ）
- ドイツ語 Strand > フィンランド語 ranta（浜）

## 詩の技法
詩などでは、語頭音消失は語音変異の1形式の修辞技法である。
- Und der wilde Knabe brach

's Röslein auf der Heiden
-- ヨハン・ヴォルフガング・フォン・ゲーテ『野ばら』。「's」は「des」の語頭音消失。
- 英語 it is > 英語詩 tis（それは〜である）

## くだけたスピーチ
- スペイン語 está > リオプラテンセ・スペイン語 etá > ta（〜である）